# Feijão-de-porco

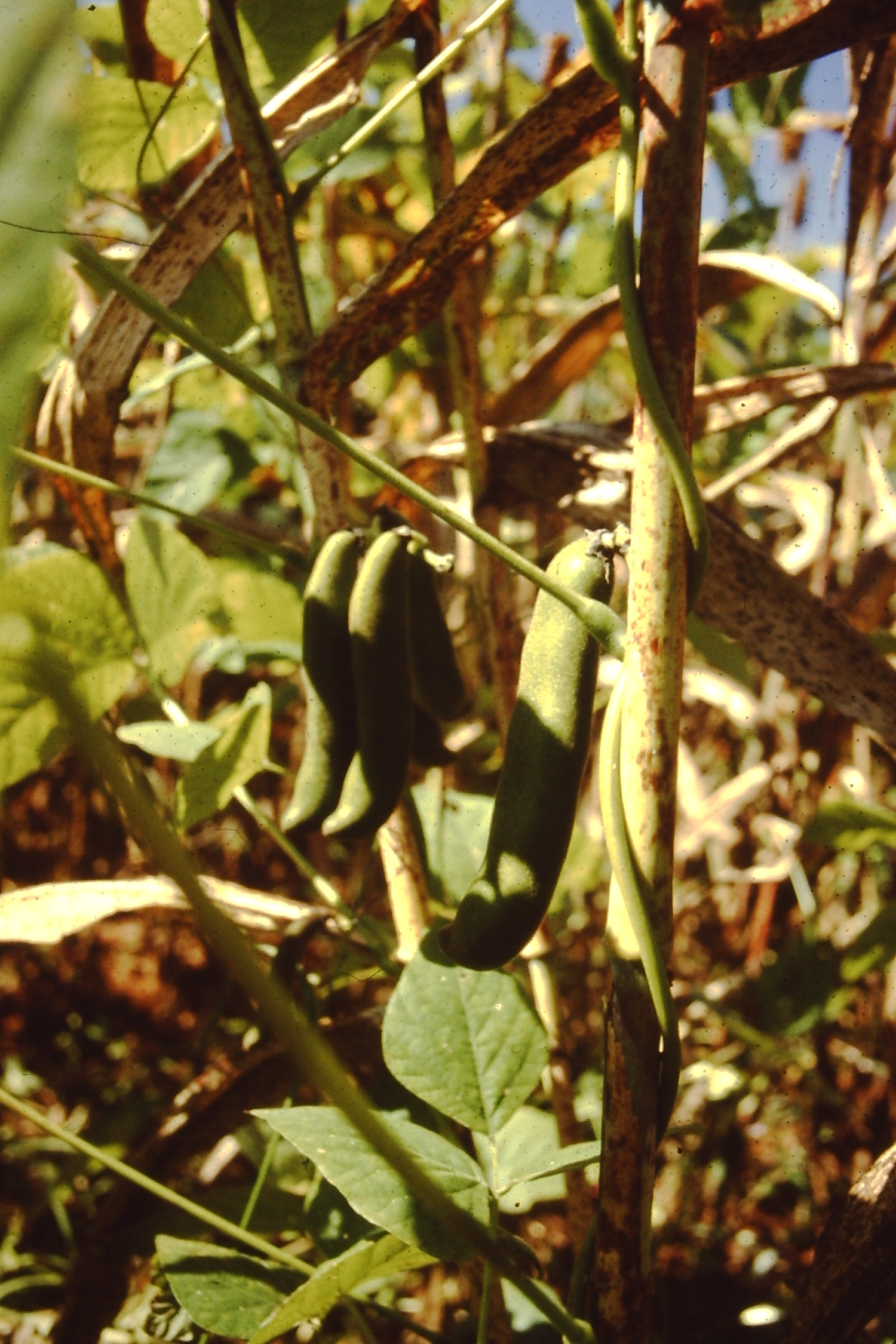
Consociação com sorgo e feijão-de-porco nos campos dos agricultores familiares do Planalto do Niassa no Norte de Moçambique

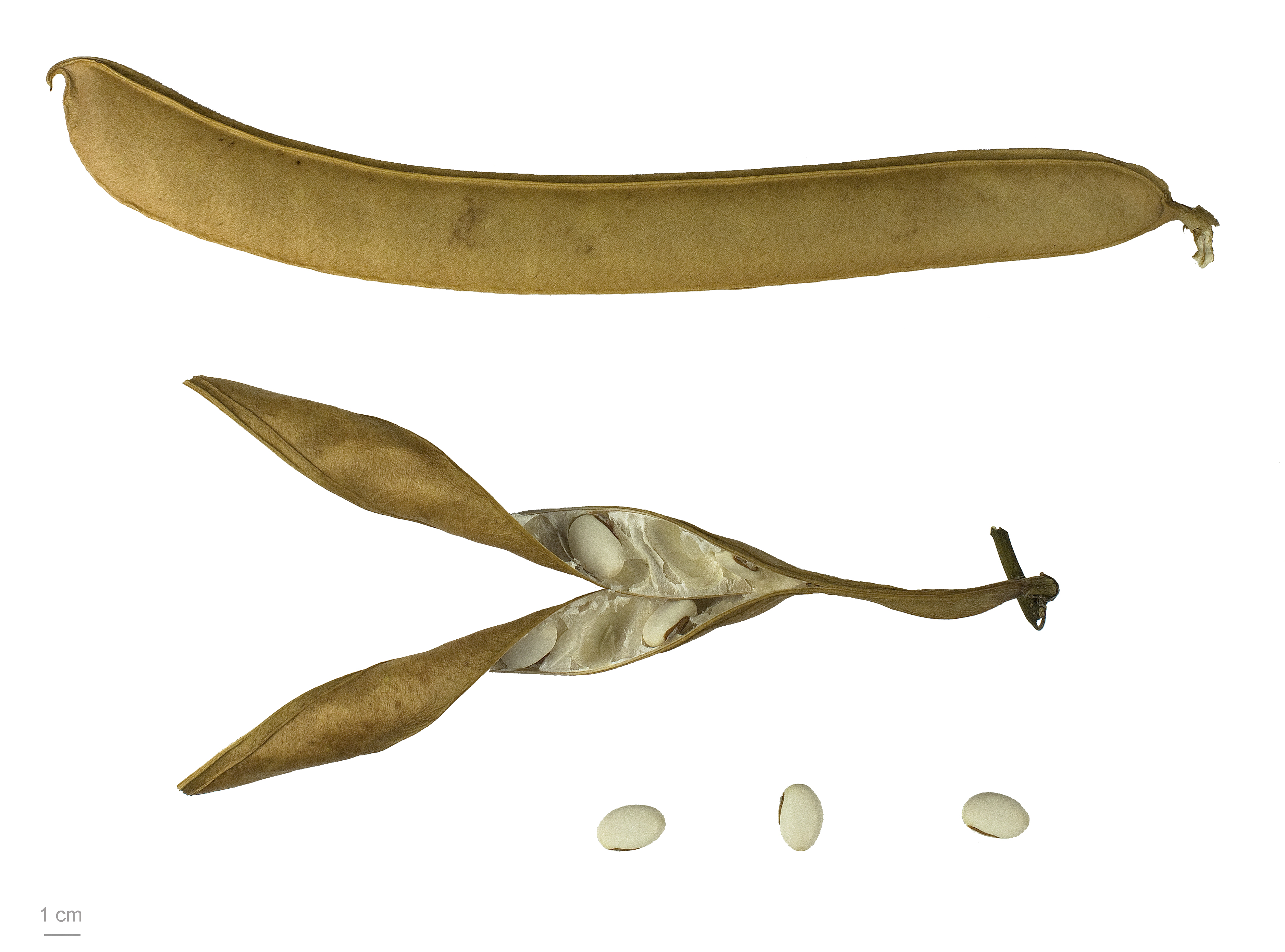
Canavalia ensiformis
MHNT

O feijão-de-porco, Canavalia ensiformis, é uma planta tropical, da família Fabaceae, amplamente cultivada nos países tropicais como cobertura verde. Sua associação, em nódulos radiculares, com bactérias fixadoras de nitrogênio é natural, tendo sido demonstrado mesmo que, em certas regiões, a inoculação destas é indiferente. A semente é posta no solo junto com o cereal (no caso da fotografia se trata do Sorgo) para poder erradicar as plantas e aproveitar a semente ainda antes do que a vegetação abundante da Canavalia impeça a maturação da maçaroca.
A planta, ereta, anual, desenvolve-se bem em solos ácidos. Suas folhas grandes fornecem boa cobertura. Além disso é comestível: suas folhas são usadas como verdura, e as sementes são cozidas como feijão comum, embora tenham que passar por tratamento prévio para eliminar as várias toxinas da planta.
Entre estas estão uma proteína que interage com as células intestinais, diminuindo a absorção de alimentos, e um hemoaglutinante que é usado em laboratórios clínicos. A planta tem também um neurotóxico, mas que é destruído por ingestão.
Do feijão-de-porco têm sido extraídos os princípios ativos que agem como inseticidas, herbicidas - a planta apresenta alelopatia - e fungicidas. Recentemente a Radiobrás anunciou a descoberta nessa planta de uma proteína semelhante à insulina.